# Mylabris sairamensis
Mylabris sairamensis là một loài bọ cánh cứng trong họ Meloidae. Loài này được Ballion miêu tả khoa học năm 1878.